# Seznam epizod serije Martin Mystery
To je seznam epizod serije Martin Mystery

## Sezone
| Sezone | Sezone    | Epizode | začetek sesone    | konec sesone      |
| ------ | --------- | ------- | ----------------- | ----------------- |
|        | Sezona 1  | 26      | oktober 1, 2003   | avgust 12, 2004   |
|        | Seazona 2 | 14      | september 6, 2004 | november 24, 2004 |
|        | Seasoa 3  | 26      | september 5, 2005 | marec 27, 2006    |

## Epizode

### Sezona 1: 2003-2004
| Št. | Naslov epizode                                                   | Pošast                       | Originalni izhod  |
| --- | ---------------------------------------------------------------- | ---------------------------- | ----------------- |
| |                                                                  |                              |                   |
| 1 | "Prišlo je iz knjige" ("It Came from the Bog")                   | Bogeyman                     | 1. oktober 2003   |
| Martin, Diana & Java grejo v Frangijo, da ustavijo pošast iz knjige imenovano Bogeyman, ki ugrablja poredne otroke in jih zapira v svoj svet. |                                                                  |                              |                   |
| |                                                                  |                              |                   |
| 2 | "Strah iz neba" (""Terror from the Sky"")                        | Mutirani insekti             | 8. oktober 2003   |
| |                                                                  |                              |                   |
| |                                                                  |                              |                   |
| 3 | "Pošastna sluz" (""The Creeping Slime"")                         | Črni duh                     | 15. oktober 2003  |
| |                                                                  |                              |                   |
| |                                                                  |                              |                   |
| 4 | "Znak spreminjevalca oblik" (""Mark Of The Shapeshifter"")       | Massey volčji duh            | 29. oktober 2003  |
| |                                                                  |                              |                   |
| |                                                                  |                              |                   |
| 5 | "Skrivnost nevidnih" (""Mystery of the Vanishing"")              | Applebyes, zmaj Zook         | 5. november 2003  |
| |                                                                  |                              |                   |
| |                                                                  |                              |                   |
| 6 | "Prekletstvo iz globin" (""Curse of the deep"")                  | Leviatan                     | 12. november 2003 |
| |                                                                  |                              |                   |
| |                                                                  |                              |                   |
| 7 | "Prišlo je iz škatle" (""It Came from Inside the Box"")          | Pošast Chaos                 | 19. november 2003 |
| |                                                                  |                              |                   |
| |                                                                  |                              |                   |
| 8 | "Ko napade Sandman" (""Attack Of The Sandman"")                  | Sandman                      | 26. november 2003 |
| |                                                                  |                              |                   |
| |                                                                  |                              |                   |
| 9 | "Zvok iz daljav" (""Shriek From Beyond"")                        | Sirena                       | 3. december 2003  |
| |                                                                  |                              |                   |
| |                                                                  |                              |                   |
| 10 | "Večni božič" (""Eternal Christmas"")                            | Clifford                     | 17. december 2003 |
| |                                                                  |                              |                   |
| |                                                                  |                              |                   |
| 11 | "Vrnitev Trmačnega Druida" (""Return of The Dark Druid"")        | Hudobni Druid                | 7. januar 2004    |
| |                                                                  |                              |                   |
| |                                                                  |                              |                   |
| 12 | "Nočne more" (""Nightmare of the Coven"")                        | Prindella Grizzwalda Dorey   | 14. januar 2004   |
| |                                                                  |                              |                   |
| |                                                                  |                              |                   |
| 13 | "prekletstvo verižice" (""Curse Of The Necklace"")               | Nočna-mora                   | 28. januar 2004   |
| |                                                                  |                              |                   |
| |                                                                  |                              |                   |
| 14 | "Strah iz Blackwater" (""Haunting of the Blackwater"")           | Duh iz Blackwater            | 17. februar 2004  |
| |                                                                  |                              |                   |
| |                                                                  |                              |                   |
| 15 | "Skrivnost pošasti iz luknje" (""Mystery of The Hole Creature"") | Dr. Green, Nadu duh teme     | 3. marec 2004     |
| |                                                                  |                              |                   |
| |                                                                  |                              |                   |
| 16 | "Strah iz ledu" (""Fright From the Ice"")                        | Icetopis                     | 13. april 2004    |
| |                                                                  |                              |                   |
| |                                                                  |                              |                   |
| 17 | "Pošast v meni" (""Beast From Within"")                          | Gastromo                     | 20. april 2004    |
| |                                                                  |                              |                   |
| |                                                                  |                              |                   |
| 18 | "Maščevanje dvojnika" (""Revenge Of the Doppelganger"")          | Dvojnik                      | 27. april 2004    |
| |                                                                  |                              |                   |
| |                                                                  |                              |                   |
| 19 | "Vrnitev pošasti" (""The Return Of The Beasts"")                 | Zlobni Paleontologist        | 4. maj 2004       |
| |                                                                  |                              |                   |
| |                                                                  |                              |                   |
| 20 | "Ko napade Mothman" (""Attack Of The Mothman"")                  | Mothman                      | 11. maj 2004      |
| |                                                                  |                              |                   |
| |                                                                  |                              |                   |
| 21 | "Nočne more iz tabora" (""Summer Camp Nightmare"")               | Sauros                       | 18. maj 2004      |
| |                                                                  |                              |                   |
| |                                                                  |                              |                   |
| 22 | "Tisto iz kanalizacije" (""The Sewer Thing"")                    | Ratman                       | 25. maj 2004      |
| |                                                                  |                              |                   |
| |                                                                  |                              |                   |
| 23 | "Oni so pod nami" (""They Lurk Beneath"")                        | Nezemljani                   | 8. junij 2004     |
| |                                                                  |                              |                   |
| |                                                                  |                              |                   |
| 24 | "Krik iz gozda" (""Scream From the Forest"")                     | Synths                       | 8. julij 2004     |
| |                                                                  |                              |                   |
| |                                                                  |                              |                   |
| 25 | "Amazonska para" (""The Amazon Vapor"")                          | Muterane bakterije           | 15. julij 2004    |
| |                                                                  |                              |                   |
| |                                                                  |                              |                   |
| 26 | "Prebujenje" (""The Awakening"")                                 | Prvi cesar, Kitajski čarodej | 12. avgust 2004   |
| |                                                                  |                              |                   |

### Sezona 2: 2004
| Št. | Naslov epizode                                  | Pošast | Originalni izhod  |
| --- | ----------------------------------------------- | ------ | ----------------- |
|     |                                                 |        |                   |
| 1   | "Ko napade sluz" ("Attack of The Slime People") | Sluz   | 6. september 2004 |